# Ба-бах
«Ба-бах» (англ. Kaboom) — фантастическая комедия 2010 года, режиссёром и сценаристом которой выступил Грегг Араки. Премьера фильма состоялась на Каннском кинофестивале, где он получил награду «Квир-пальма» за своё освещение жизни гей-, лесби-, би- и транссексуальных людей.
Фильм построен вокруг жизни группы студентов, которые параллельно своим сексуальным контактам узнают страшную правду о том, что они обладают паранормальными способностями и должны предотвратить конец света.

## Сюжет
Главный герой Смит (Томас Деккер) — 18-летний студент киноколледжа, считающий направление своей сексуальности «неопределённым», и постоянно мечтающий о сексе. Его лучшая подруга Стелла (Хейли Беннет) — лесбиянка, с тем же рвением ищущая новых контактов. Смита вдруг начинает преследовать один и тот же сон о его матери, друзьях и двух незнакомых ему девушках, одна из которых темноволосая, а другая рыжая. Точно такие же девушки встречаются ему в реальной жизни, после чего он пытается понять — ему открылась неведомая паранормальная сторона жизни или это просто последствия галлюциногенного печенья, которыми он развлекался на вечеринке.

## В ролях
- Томас Деккер — Смит
- Джуно Темпл — Лондон
- Хейли Беннетт — Стелла
- Келли Линч — мать Смита
- Крис Зилка — Тор
- Роксана Мескида — Лорелей
- Энди Фишер-Прайс — Рекс

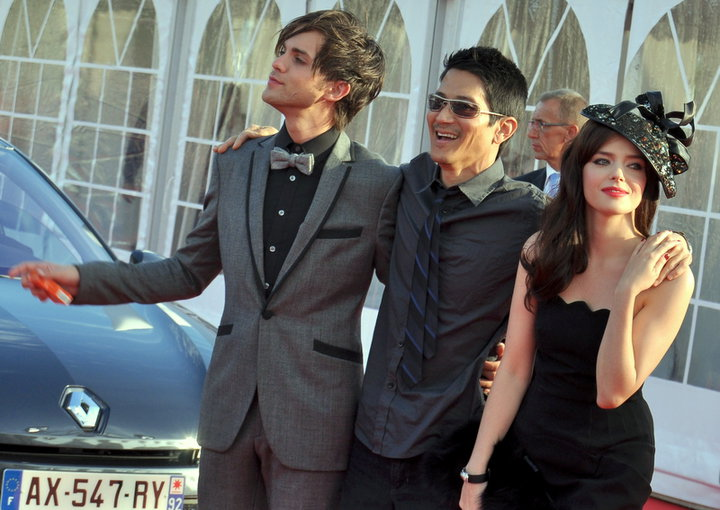
Томас Деккер, Грегг Арраки и Роксана Месквида на Deauville american film festival.

- Николь Лалиберте — девушка с рыжими волосами
- Джеймс Дювал — Мессия
- Бреннан Александр Мехия — Оливер
- Джейсон Олив — Хантер